# Stephen McNally
Pour les articles homonymes, voir McNally.
Stephen MacNally est un acteur américain, né Horace Vincent McNally à New York le 29 juillet 1913, mort à Beverly Hills (Californie) le 4 juin 1994.

## Biographie
D'abord avocat, il débute comme acteur au théâtre à la fin des années 1930, sous son véritable nom de Horace McNally ; de 1940 à 1942, il joue à Broadway dans trois pièces (dont Johnny Belinda en 1940-1941, pièce qu'il retrouve lors de son adaptation au cinéma en 1948).
Au cinéma, il apparaît de 1942 à 1978, notamment dans plusieurs westerns (dont Winchester '73 en 1950, aux côtés de James Stewart) ; d'abord crédité de son vrai nom jusqu'en 1946, il adopte alors le pseudonyme de Stephen McNally, sous lequel il reste connu.
À la télévision, entre 1953 et 1980, il participe à quelques téléfilms et à de nombreuses séries.

## Filmographie partielle

### Au cinéma
- 1942 : Pour moi et ma mie (For Me and My Gal) de Busby Berkeley
- 1942 : La Flamme sacrée (Keeper of the Flame) de George Cukor
- 1942 : Les Yeux dans les ténèbres (Eyes in the Night) de Fred Zinnemann
- 1942 : Grand Central Murder de S. Sylvan Simon
- 1943 : Laurel et Hardy chefs d'îlot (Air Raid Wardens) d'Edward Sedgwick
- 1943 : Le Héros du Pacifique (The Man from Down Under) de Robert Z. Leonard
- 1944 : Trente Secondes sur Tokyo (Thirty Seconds Over Tokyo) de Mervyn LeRoy
- 1946 : L'Impératrice magnifique (Magnificent Doll) de Frank Borzage
- 1946 : Les Demoiselles Harvey (The Harvey Girls) de George Sidney
- 1948 : Johnny Belinda de Jean Negulesco
- 1948 : Légion étrangère (Rogues' Regiment) de Robert Florey
- 1949 : Une femme joue son bonheur (The Lady gambles) de Michael Gordon
- 1949 : La Bataille des sables (Sword in the Desert) de George Sherman
- 1949 : Pour toi j'ai tué (Criss Cross) de Robert Siodmak
- 1950 : L'Araignée (Woman in Hiding) de Michael Gordon
- 1950 : La porte s'ouvre (No Way Out) de Joseph L. Mankiewicz
- 1950 : Winchester '73 d'Anthony Mann
- 1950 : Dangereuse Mission (Wyoming Mail) de Reginald Le Borg
- 1951 : Quand les tambours s'arrêteront (Apache Drums) de Hugo Fregonese
- 1951 : Iron Man de Joseph Pevney
- 1951 : Eve paie sa dette (The Lady Pays Off) de Douglas Sirk
- 1951 : La Quatrième Issue (The Raging Tide) de George Sherman
- 1952 : Le Mystère du château noir (The Black Castle) de Nathan Juran
- 1952 : Courrier diplomatique (Diplomatic Courier) de Henry Hathaway
- 1952 : Duel sans merci (The Duel at Silver Creek) de Don Siegel
- 1952 : Les Vainqueurs de Corée (Battle Zone) de Lesley Selander
- 1953 : Même les assassins tremblent (Split Second) de Dick Powell
- 1953 : La Nuit sauvage (Devil's Canyon) de Alfred Werker
- 1954 : Une balle vous attend (A Bullet is waiting) de John Farrow
- 1954 : Ultime Sursis (Make Haste to Live) de William A. Seiter
- 1955 : Les Inconnus dans la ville (Violent Saturday) de Richard Fleischer
- 1955 : Tornade sur la ville (The Man from Bitter Ridge) de Jack Arnold
- 1956 : La Loi de la prairie (Tribute to a Bad Man) de Robert Wise
- 1958 : Le Tueur au visage d'ange (The Fiend Who Walked the West) de Gordon Douglas
- 1960 : Le Diable dans la peau (Hell Bent for Leather) de George Sherman
- 1969 : Histoire d'un meurtre (Once You Kiss a Stranger…) de Robert Sparr
- 1978 : Riders (Hi-Riders) de Greydon Clark

### À la télévision (séries)
- 1959 : La Grande Caravane (Wagon Train)
  - Saison 2, épisode 17 The Ben Courtney Story
- 1959 : Le Monde merveilleux de Disney (The Wonderful World of Disney ou Disneyland)
  - Saison 5, épisode 21 Texas John Slaughter : The Man from Bitter Creek
- 1960 : Laramie
  - Saison 2, épisode 2 The Track of the Jackal
- 1961 : Rawhide
  - Saison 3, épisode 28, Incident of the Blackstorms
- 1963-1964 : Première série L'Homme à la Rolls (Burke's Law)
  - Saison 1, épisode 1 Who killed Holly Howard ? (1963) et épisode 29 Who killed my Girl ? (1964)
- 1963-1971 : Le Virginien (The Virginian)
  - Saison 2, épisode 3 No Tears for Savannah (1963)
  - Saison 9, épisode 18 The Angus Killer (1971)
- 1964 : Suspicion (The Alfred Hitchcock Hour)
  - Saison 2, épisode 18 Final Escape
- 1964 : Première série Au-delà du réel (The Outer Limits)
  - Saison 1, épisode 22 La Plante inconnue (Specimen : Unknown)
- 1964 : Première série Le Fugitif (The Fugitive)
  - Saison 2, épisode 13 The Iron Maiden
- 1966 : Le Cheval de fer (The Iron Horse)
  - Saison 1, épisode 8 War Cloud
- 1966 : La Grande Vallée (The Big Valley)
  - Saison 2, épisode 14 Hide the Children
- 1967 : Gunsmoke ou Police des plaines (Gunsmoke ou Marshal Dillon)
  - Saison 12, épisode 23 The Lure
- 1968 : Daktari
  - Saison 4, épisode 7 A Man's Man
- 1968-1970 : Les Règles du jeu (The Name of the Game)
  - Saison 1, épisode 9 The Protector (1968)
  - Saison 2, épisode 8 The Perfect Image (1969) et épisode 25 One of the Girls in Research (1970)
  - Saison 3, épisode 9 All the Old Familiar Faces (1970)
- 1970 : L'Homme de fer (The Iron Man)
  - Saison 3, épisode 22 Warrior's Return
- 1970-1972 : Première série Mission impossible (Mission : Impossible)
  - Saison 4, épisode 16 Le Sous-marin (Submarine, 1970)
  - Saison 7, épisode 6 Inspecteur Barney (Cocaine, 1972)
- 1971 : Mannix
  - Saison 5, épisode 9 A Choice of Evils
- 1972 : Le Sixième Sens (The Sixth Sense)
  - Saison 2, épisode 1 Coffin, Coffin, in the Sky
- 1973 : Sur la piste du crime (The F.B.I.)
  - Saison 8, épisode 16 The Rap Taker
- 1974 : L'Homme qui valait trois milliards (The Six Million Dollar Man)
  - Saison 2, épisode 9 Acte de piraterie (Act of Piracy)
- 1975 : Switch
  - Saison 1, épisode 5 The Deadly Missiles Caper
- 1975-1977 : Starsky et Hutch (Starsky and Hutch)
  - Saison 1, épisode 8 La Paria (Pariah, 1975)
  - Saison 2, épisode 19 Amour quand tu nous tiens (Starsky's Lady, 1977)
- 1978 : Sergent Anderson (Police Woman)
  - Saison 4, épisode 19 Une ombre sur la mer (A Shadow on the Sea)
- 1979 : Drôles de dames (Charlie's Angels)
  - Saison 4, épisode 4 La Vengeance de ces dames (Avening Angel)
- 1979-1980 : L'Île fantastique (Fantasy Island)
  - Saison 1, épisode 14 Le Client - Le Bonheur (Fool for a Client / Double your Pleasure, 1979)
  - Saison 3, épisode 19 The Swinger / Terrors of the Mind (1980)

## Théâtre
Pièces à Broadway :
- 1940 : The Man who killed Lincoln, adaptation d'Elmer Harris d'après le livre éponyme de Philip Van Doren Stern
- 1940-1941 : Johnny Belinda d'Elmer Harris, avec Willard Parker
- 1941-1942 : The Wookey de Frederick Hazlitt Brennan, avec Edmund Gwenn, Heather Angel